# Béru-Béru
Béru-Béru est un roman d'espionnage de Frédéric Dard, publié en 1970 sous le pseudonyme San-Antonio, également héros du livre et de la série éponyme.

## Résumé
San-Antonio, Bérurier et Pinaud sont affectés à la surveillance d'un ancien chef d'État africain, Savakoussikoussa, qui est menacé d'attentat lors de son voyage en Italie. Mais celui-ci est enlevé et non assassiné.
  
San-Antonio est enlevé à son tour et découvre que l'enlèvement était une mise en scène destinée à attirer l'attention du public sur Savakoussikoussa, qui prépare son retour au pouvoir dans son pays, le Kuwa, avec la complicité d'Annabelle Mélodie, activiste intéressée par les diamants du Kuwa.
  
San-Antonio se retrouve embarqué dans cette préparation de coup d'État bon gré mal gré, et est envoyé au Kuwa.
Finalement, le coup d'État échoue, tant le dirigeant du Kuwa, le colonel Kelkonoyola, est bien renseigné et protégé. San-Antonio et ses amis s'échappent de justesse grâce à une bombe, qui explose en retard à cause du décalage horaire, et Bérurier devient le nouveau président du Kuwa.